# Мефкура
«Мефкура» (англ. Mefkura, также Мефкуре от тур. Mefkure — «идеал») — турецкая двухмачтовая парусно-моторная шхуна, вместимость 53 брт, водоизмещение 120 тонн, была построена в 1929 году. Во время перевозки еврейских беженцев из Румынии 5 августа 1944 года была потоплена в Чёрном море советской подводной лодкой Щ-215, погибло 315 евреев из 320. Точка гибели судна 42°03′ с. ш. 29°05′ в. д., глубина около 1700 метров.

## История
В августе 1944 года Моссад ле-Алия Бет организовал переправку еврейских беженцев из Румынии, Польши и Венгрии в Стамбул во время Второй мировой войны, с надеждой, что позже англичане разрешат им въезд в подмандатную Палестину — чтобы спастись от уничтожения в Холокосте. Для этой цели были зафрахтованы три судна — «Морина», «Бюль-бюль» и «Мефкура». Каждое из них приняло на борт от 300 до 400 беженцев. Суда шли под румынским флагом и флагом Красного Креста.
Выход из порта Констанцы и проход через минные поля все три судна начали перед рассветом 5 августа 1944 года под эскортом немецкой лодки. Возле турецкого порта Иганда ночью 5 августа 1944 года «Мефкура» была атакована артиллерией советской подводной лодки Щ-215 (командир капитан 3 ранга А. И. Стрижак). На борту находилось около 320 еврейских беженцев, направлявшихся из Констанцы в Стамбул. Погибло 315 человек. Официальная советская версия гласит: «Следуя в ночь на 5 августа вдоль побережья на широте болгаро-турецкой границы, Стрижак обнаружил небольшое судно, на котором, по его наблюдениям, находилось около 200 вооружённых людей. Не пытаясь выяснить его принадлежности, командир приказал открыть огонь. В результате сорокаминутного обстрела шхуна (а ею оказалась турецкая „Мефкуре“, 53 брт) затонула». Нет никаких документов, подтверждающих гипотезу о преднамеренности атаки.
Капитан и шесть членов экипажа бежали в спасательной шлюпке, а из 320 беженцев смогли спастись только пятеро. Их подобрало подошедшее вскоре судно «Бюль-бюль». Среди спасшихся были также два польских офицера. Пассажиры «Бюль-бюля» и «Морины» достигли Турции и продолжили путь в Землю Израиля по суше.

## Увековечивание памяти
Кроме памятной доски в Лесу Праведников у речки Кесалон, памятники погибшим евреям с судна Мефкура установлены в Ашдоде, в музее беженцев-репатриантов в Атлите, в парке в Петах-Тикве, на улице Черниховский в Бат-Яме, а также на кладбище «Giurgiului» к югу от Бухареста.
Об истории судна «Мефкура» Рами Родан снял фильм «Судно „Мефкура“».